# Deutsche Leichtathletik-Hallenmeisterschaften 1995
Die 42. Deutschen Leichtathletik-Hallenmeisterschaften fanden am 25. und 26. Februar 1995 im Sindelfinger Glaspalast statt. Zum achten Mal war Sindelfingen Gastgeber.
Die 3 × 1000 m der Männer wurden am 19. Februar 1995 im Rahmen der Deutschen Jugend-Hallenmeisterschaften in Hanau ausgetragen.

## Medaillengewinner

### Frauen
| Disziplin      | Gold                                                                                | Leistung     | Silber                                                                    | Leistung     | Bronze                                                                                               | Leistung     |
| -------------- | ----------------------------------------------------------------------------------- | ------------ | ------------------------------------------------------------------------- | ------------ | --- | ------------ |
| 60 m           | Melanie Paschke LG Braunschweig                                                     | 7,11 s       | Silke Lichtenhagen LG Bayer Leverkusen                                    | 7,30 s       | Gabriele Becker LAZ Bruchköbel                                                                       | 7,32 s       |
| 200 m          | Silke Lichtenhagen LG Bayer Leverkusen                                              | 22,96 s      | Silke-Beate Knoll LG Olympia Dortmund                                     | 23,06 s      | Birgit Rockmeier LAG Mittlere Isar                                                                   | 23,63 s      |
| 400 m          | Linda Kisabaka LG Bayer Leverkusen                                                  | 53,15 s      | Silvia Rieger TuS Eintracht Hinte                                         | 53,93 s      | Sandra Kuschmann LG Olympia Dortmund                                                                 | 53,93 s      |
| 800 m          | Heike Meissner Dresdner SC                                                          | 2:05,47 min  | Anne Bruns LAV Meppen                                                     | 2:06,78 min  | Heike Huneke VfL Germania Leer                                                                       | 2:07,79 min  |
| 1500 m         | Sylvia Kühnemund SV Halle                                                           | 4:24,13 min  | Ursula Friedmann LG Offenburg                                             | 4:24,36 min  | Kristina da Fonseca-Wollheim LAC Quelle Fürth/München 1860                                           | 4:24,87 min  |
| 3000 m         | Monika Schäfer LAC Quelle Fürth/München 1860                                        | 9:23,63 min  | Kathrin Wolf LAC Quelle Fürth/München 1860                                | 9:28,18      | Claudia Lenz LAC Quelle Fürth/München 1860                                                           | 9:30,92 min  |
| 60 m Hürden    | Caren Jung MTG Mannheim                                                             | 8,25 s       | Regina Ahlke LC Paderborn                                                 | 8,26 s       | Heike Tillack TSV Kirchhain                                                                          | 8,28 s       |
| 4 × 200 m      | LG Olympia DortmundSilke Knoll Martina Kersting Sandra Kuschmann Heike Lüningschrör | 1:35,32 min  | TV SchriesheimBettina Zipp Andrea Philipp Doreen Fahrendorff Jutta Fundel | 1:36,73 min  | LAC Quelle Fürth/München 1860Christina Schönmetzler Carla Verniest Christina Gruhler Daniela Graiani | 1:37,13 min  |
| 3000 m Gehen   | Beate Gummelt LAC Halensee Berlin                                                   | 12:23,55 min | Simone Thust LAC Halensee Berlin                                          | 12:36,37 min | Sandy Leddin TSV Erfurt                                                                              | 12:46,00 min |
| Hochsprung     | Galina Astafei USC Mainz                                                            | 1,97 m       | Heike Henkel LG Bayer Leverkusen                                          | 1,97 m       | Kerstin Schlawitz Dresdner SC                                                                        | 1,89 m       |
| Stabhochsprung | Tanja Cors MTV Holzminden                                                           | 4,00 m       | Christine Adams Dresdner SC                                               | 3,95 m       | Nicole Rieger Dresdner SC                                                                            | 3,80 m       |
| Weitsprung     | Heike Drechsler LAC Chemnitz                                                        | 6,90 m       | Susen Greene LAC Quelle Fürth/München 1860                                | 6,68 m       | Sabine Braun TV Wattenscheid 01                                                                      | 6,50 m       |
| Dreisprung     | Angela Barylla TV Wattenscheid 01                                                   | 13,49 m      | Tanja Borrmann LG Bayer Leverkusen                                        | 13,48 s      | Kathleen Gutjahr SC Neubrandenburg                                                                   | 13,37 s      |
| Kugelstoßen    | Kathrin Neimke SC Magdeburg                                                         | 19,06 m      | Grit Hammer LAC Quelle Fürth/München 1860                                 | 18,86 s      | Ines Wittich TV Wattenscheid 01                                                                      | 17,66 s      |

### Männer
| Disziplin      | Gold                                                                              | Leistung     | Silber                                                                         | Leistung     | Bronze                                                                                | Leistung     |
| -------------- | --------------------------------------------------------------------------------- | ------------ | ------------------------------------------------------------------------------ | ------------ | ------------------------------------------------------------------------------------- | ------------ |
| 60 m           | Marc Blume TV Wattenscheid 01                                                     | 6,61 s       | Holger Blume TV Wattenscheid 01                                                | 6,72 s       | Michael Huke TV Wattenscheid 01                                                       | 6,76 s       |
| 200 m          | Marc Blume TV Wattenscheid 01                                                     | 20,98 s      | Michael Kutscher LG Olympia Dortmund                                           | 21,20 s      | Gerald Aust SV Saar 05 Saarbrücken                                                    | 21,47 s      |
| 400 m          | Karsten Just LAC Halensee Berlin                                                  | 46,87 s      | Julian Völkel LG Bayer Leverkusen                                              | 47,05 s      | Thomas Kälicke ASV Köln                                                               | 47,59 s      |
| 800 m          | Nico Motchebon LAC Halensee Berlin                                                | 1:47,57 min  | Hans-Peter Ferner SC Charlottenburg                                            | 1:48,35 min  | Joachim Dehmel Sportvg Feuerbach                                                      | 1:48,37 min  |
| 1500 m         | Rüdiger Stenzel TV Wattenscheid 01                                                | 3:41,74 min  | Dominique Löser ESC Erfurt                                                     | 3:42,52 min  | Jens-Peter Herold SC Charlottenburg                                                   | 3:43,10 min  |
| 3000 m         | Mirko Döring ASV Köln                                                             | 8:11,32 min  | Torsten Herwig OSC Berlin                                                      | 8:11,60 min  | Michael Gottschalk OSC Berlin                                                         | 8:12,41 min  |
| 60 m Hürden    | Frank Busemann LG Olympia Dortmund                                                | 7,57 s       | Sven Göhler LG Potsdam Luftschiffhafen                                         | 7,59 s       | Mike Fenner SC Charlottenburg                                                         | 7,62 s       |
| 4 × 200 m      | TV Wattenscheid 01Holger Blume Michael Huke Stephan Striezel Marc Blume           | 1:25,08 min  | FV Salamander KornwestheimTobias Röse Thomas Fuhrmann Holger Lutz Axel Weyhing | 1:25,65 min  | LAC Quelle Fürth/München 1860Jürgen Urban Berger Peter Neumaier Norbert Wörlein       | 1:26,95 min  |
| 4 × 400 m      | LAC Halensee BerlinAlexander Müller Carsten Köhrbrück Karsten Just Nico Motchebon | 3:09,44 min  | LG Olympia DortmundRalph Pfersich Christian Barrenbrügge Bodo Unger Olaf Hense | 3:09,94 min  | LAV Bayer Uerdingen/DormagenGregor Hünnekes Olaf Günther Thomas Heinrichs Olaf Kasten | 3:13,79 min  |
| 3 × 1000 m     | SCC BerlinMark Eplinius Stephan Kabat Jens-Peter Herold                           | 7:10,46 min  | TV Wattenscheid 01Mark Ostendarp Torsten Kallweit Rüdiger Stenzel              | 7:10,77 min  | LG DüsseldorfJens Bergmann Frank van Thiel Imram Sillah                               | 7:14,64 min  |
| 5000 m Gehen   | Axel Noack OSC Berlin                                                             | 19:03,93 min | Robert Ihly LG Offenburg                                                       | 19:23,75 min | Ronald Weigel LAC Halensee Berlin                                                     | 19:32,96 min |
| Hochsprung     | Ralf Sonn TSG Weinheim                                                            | 2,30 m       | Anton Riepl LAC Quelle Fürth/München 1860                                      | 2,28 m       | Christian Rhoden LG Bayer Leverkusen                                                  | 2,23 m       |
| Stabhochsprung | Andrei Tivontschik LAZ Zweibrücken                                                | 5,70 m       | Tim Lobinger LG Bayer Leverkusen                                               | 5,65 m       | Werner Holl LG VfB/Kickers Stuttgart                                                  | 5,60 m       |
| Weitsprung     | Konstantin Krause TSV Erfurt                                                      | 7,81 m       | Thorsten Heide TK Hannover                                                     | 7,78 m       | Bernhard Kelm TSV Wasserburg                                                          | 7,70 m       |
| Dreisprung     | Volker Mai SC Neubrandenburg                                                      | 16,47 m      | Silvio Rietscher Kieler TB                                                     | 16,46 m      | André Ernst TV Wattenscheid 01                                                        | 16,28 m      |
| Kugelstoßen    | Oliver-Sven Buder TV Wattenscheid 01                                              | 19,87 m      | Thorsten Herbrandt LG Bayer Leverkusen                                         | 19,22 m      | Oliver Dück LAC Quelle Fürth/München 1860                                             | 19,07 m      |